# Sergy (Ain)
Sergy és un municipi francès situat al departament de l'Ain i a la regió d'Alvèrnia-Roine-Alps. L'any 2007 tenia 1.571 habitants.

## Demografia

### Població
El 2007 la població de fet de Sergy era de 1.571 persones. Hi havia 615 famílies de les quals 151 eren unipersonals (71 homes vivint sols i 80 dones vivint soles), 190 parelles sense fills, 234 parelles amb fills i 40 famílies monoparentals amb fills.
La població ha evolucionat segons el següent gràfic:
Habitants censats

### Habitatges
El 2007 hi havia 731 habitatges, 633 eren l'habitatge principal de la família, 65 eren segones residències i 34 estaven desocupats. 537 eren cases i 184 eren apartaments. Dels 633 habitatges principals, 497 estaven ocupats pels seus propietaris, 125 estaven llogats i ocupats pels llogaters i 11 estaven cedits a títol gratuït; 18 tenien una cambra, 32 en tenien dues, 69 en tenien tres, 114 en tenien quatre i 400 en tenien cinc o més. 565 habitatges disposaven pel capbaix d'una plaça de pàrquing. A 218 habitatges hi havia un automòbil i a 397 n'hi havia dos o més.

### Piràmide de població
La piràmide de població per edats i sexe el 2009 era:
| Homes | Edats   | Dones |
| ----- | ------- | ----- |
| 0     | 95 o +  | 4     |
| 0     | 90 a 94 | 0     |
| 0     | 85 a 89 | 0     |
| 0     | 80 a 84 | 8     |
| 12    | 75 a 79 | 8     |
| 4     | 70 a 74 | 20    |
| 20    | 65 a 69 | 16    |
| 28    | 60 a 64 | 24    |
| 44    | 55 a 59 | 52    |
| 80    | 50 a 54 | 68    |
| 44    | 45 a 49 | 60    |
| 52    | 40 a 44 | 56    |
| 44    | 35 a 39 | 44    |
| 48    | 30 a 34 | 48    |
| 56    | 25 a 29 | 36    |
| 40    | 20 a 24 | 36    |
| 56    | 15 a 19 | 56    |
| 52    | 10 a 14 | 32    |
| 36    | 5 a 9   | 32    |
| 20    | 0 a 4   | 32    |

## Economia
El 2007 la població en edat de treballar era de 1.040 persones, 783 eren actives i 257 eren inactives. De les 783 persones actives 737 estaven ocupades (421 homes i 316 dones) i 45 estaven aturades (15 homes i 30 dones). De les 257 persones inactives 62 estaven jubilades, 73 estaven estudiant i 122 estaven classificades com a «altres inactius».

### Ingressos
El 2009 a Sergy hi havia 672 unitats fiscals que integraven 1.748,5 persones, la mediana anual d'ingressos fiscals per persona era de 28.157 €.

### Activitats econòmiques
Dels 29 establiments que hi havia el 2007, 1 era d'una empresa alimentària, 1 d'una empresa de fabricació d'altres productes industrials, 14 d'empreses de construcció, 3 d'empreses de comerç i reparació d'automòbils, 1 d'una empresa d'hostatgeria i restauració, 1 d'una empresa d'informació i comunicació, 4 d'empreses de serveis i 4 d'entitats de l'administració pública.
Dels 8 establiments de servei als particulars que hi havia el 2009, 1 era un taller de reparació d'automòbils i de material agrícola, 1 paleta, 1 guixaire pintor, 2 fusteries, 2 electricistes i 1 empresa de construcció.
L'únic establiment comercial que hi havia el 2009 era una botiga de roba.
L'any 2000 a Sergy hi havia 9 explotacions agrícoles que ocupaven un total de 312 hectàrees.

## Equipaments sanitaris i escolars
El 2009 hi havia una escola elemental.

## Poblacions més properes
El següent diagrama mostra les poblacions més properes.